# Gereformeerde kerk (Birdaard)
De Gereformeerde kerk van Birdaard is een kerkgebouw in de Nederlandse provincie Friesland.

## Beschrijving
De gereformeerde kerk werd in 1893 gebouwd. De zaalkerk met eclectische details heeft een houten geveltoren. Het portaal is later aangebouwd.
Het orgel werd in 1972 gebouwd door Will Boegem met gebruik van onderdelen van het orgel uit 1920 dat door Bakker & Timmenga was gebouwd.
Het kerkgebouw is van de PKN gemeente Burdaard.